# دمباتاگاستنا
دمباتاگاستنا (به لاتین: Dembatagastenna) یک منطقهٔ مسکونی در سری‌لانکا است که در استان مرکزی (سری‌لانکا) واقع شده‌است.